# Wings Pierre-Louis
Wings Pierre-Louis (ur. 25 czerwca 1985) – haitański piłkarz występujący na pozycji bramkarza. Zawodnik klubu AS Mirebalais.

## Kariera klubowa
W 2009 roku Pierre-Louis rozpoczął grę dla zespołu AS Mirebalais.

## Kariera reprezentacyjna
W reprezentacji Haiti Pierre-Louis zadebiutował w 2010 roku. Rok wcześniej, w 2009 roku został powołany do kadry na Złoty Puchar CONCACAF. Nie zagrał jednak na nim w żadnym meczu, a Haiti zakończyło turniej na ćwierćfinale.